# Itea ilicifolia
Itea ilicifolia är en tvåhjärtbladig växtart som beskrevs av Daniel Oliver. Itea ilicifolia ingår i släktet Itea och familjen Iteaceae. Inga underarter finns listade i Catalogue of Life.

## Bildgalleri

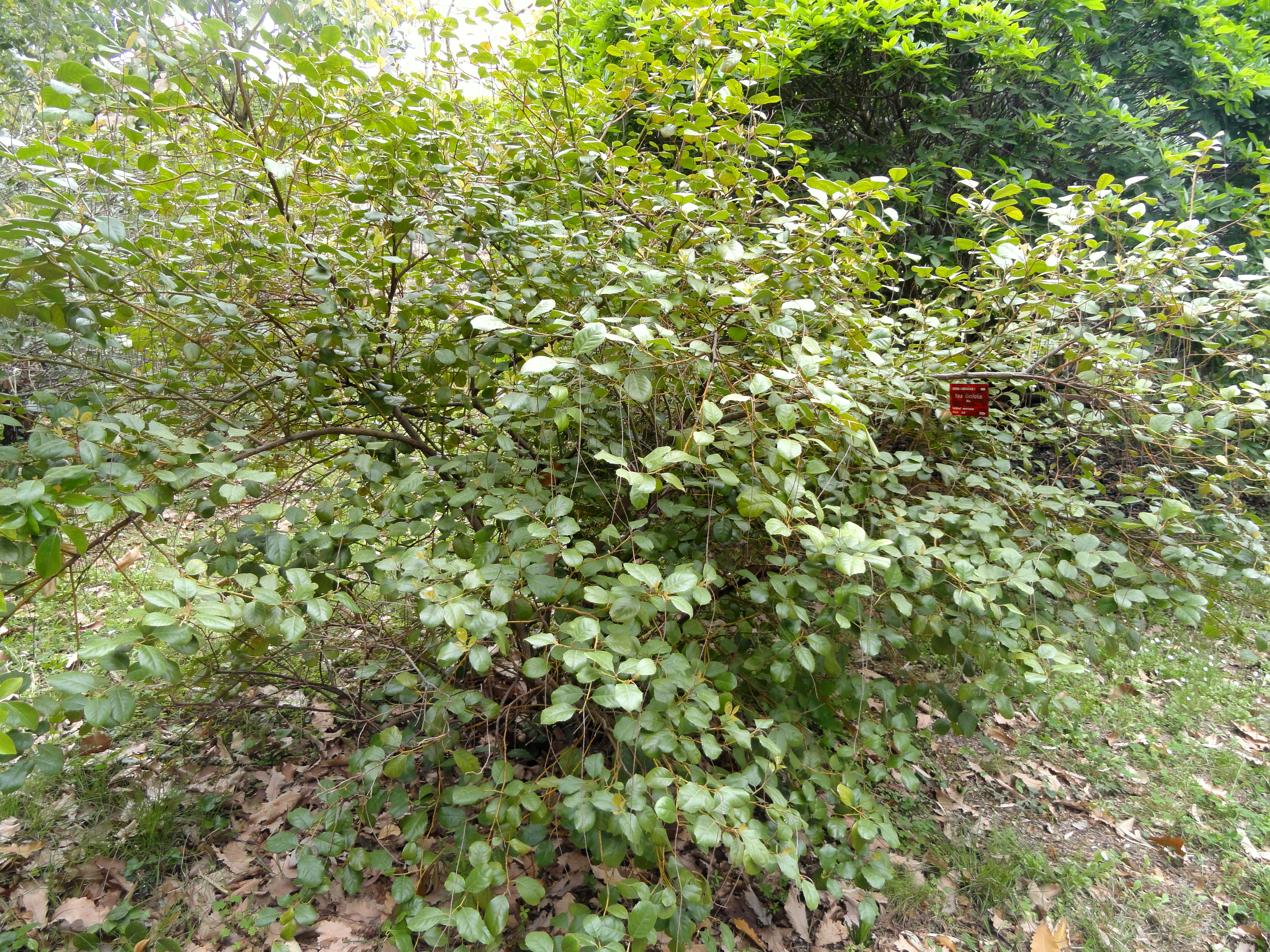
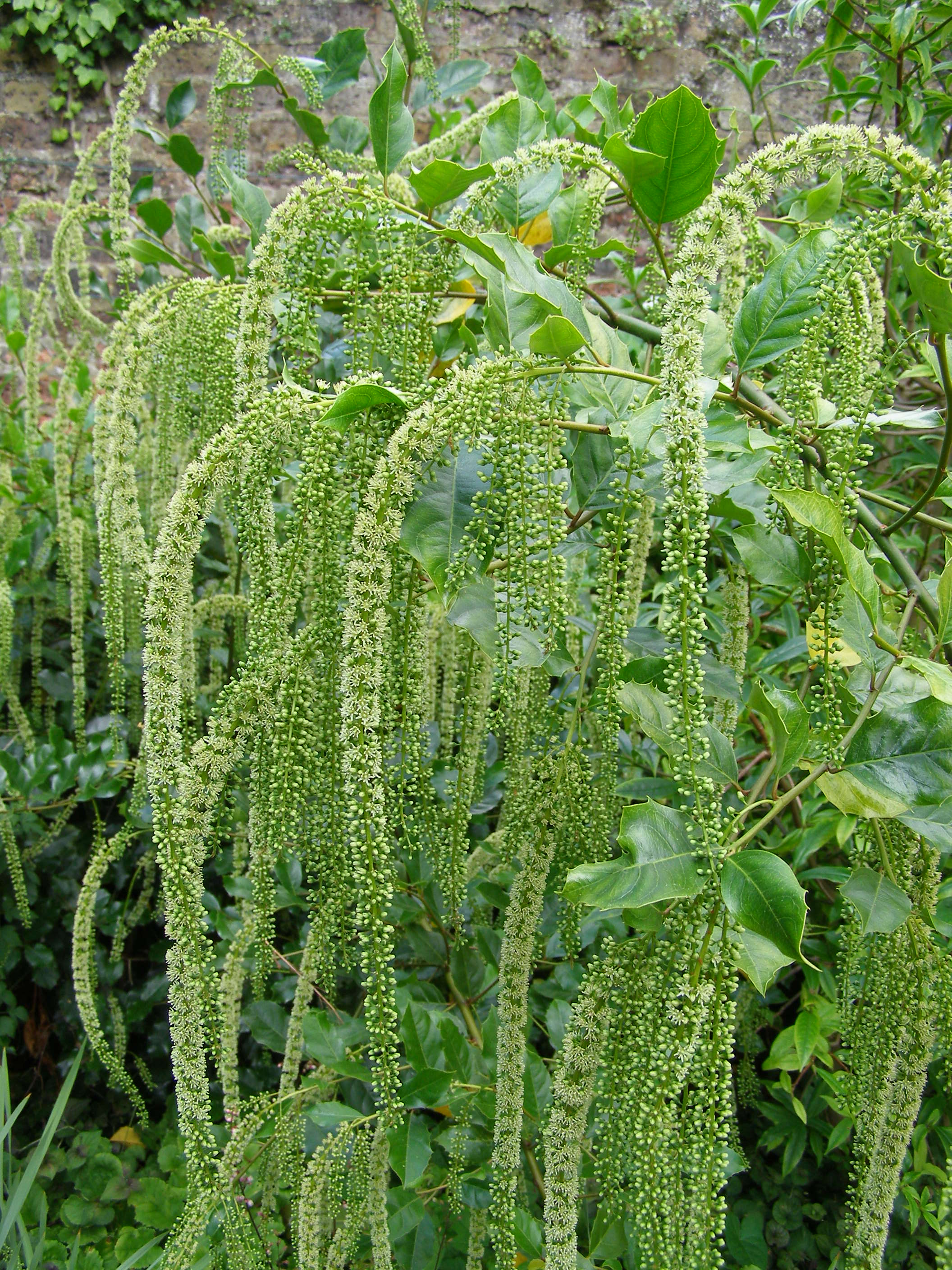
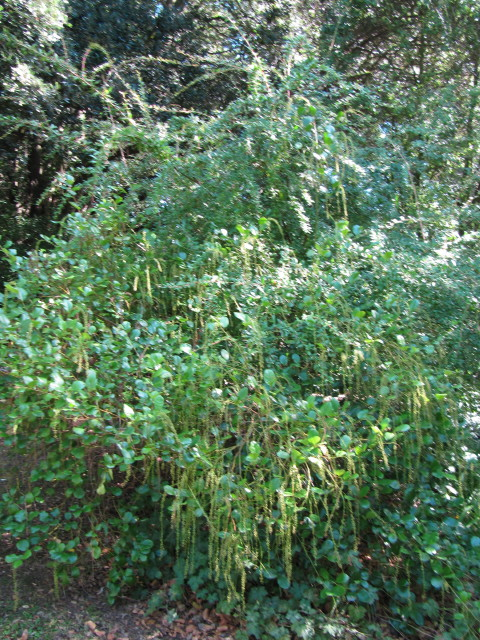
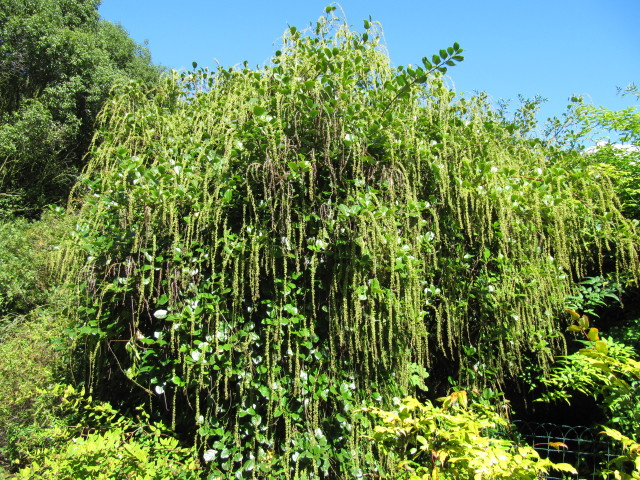
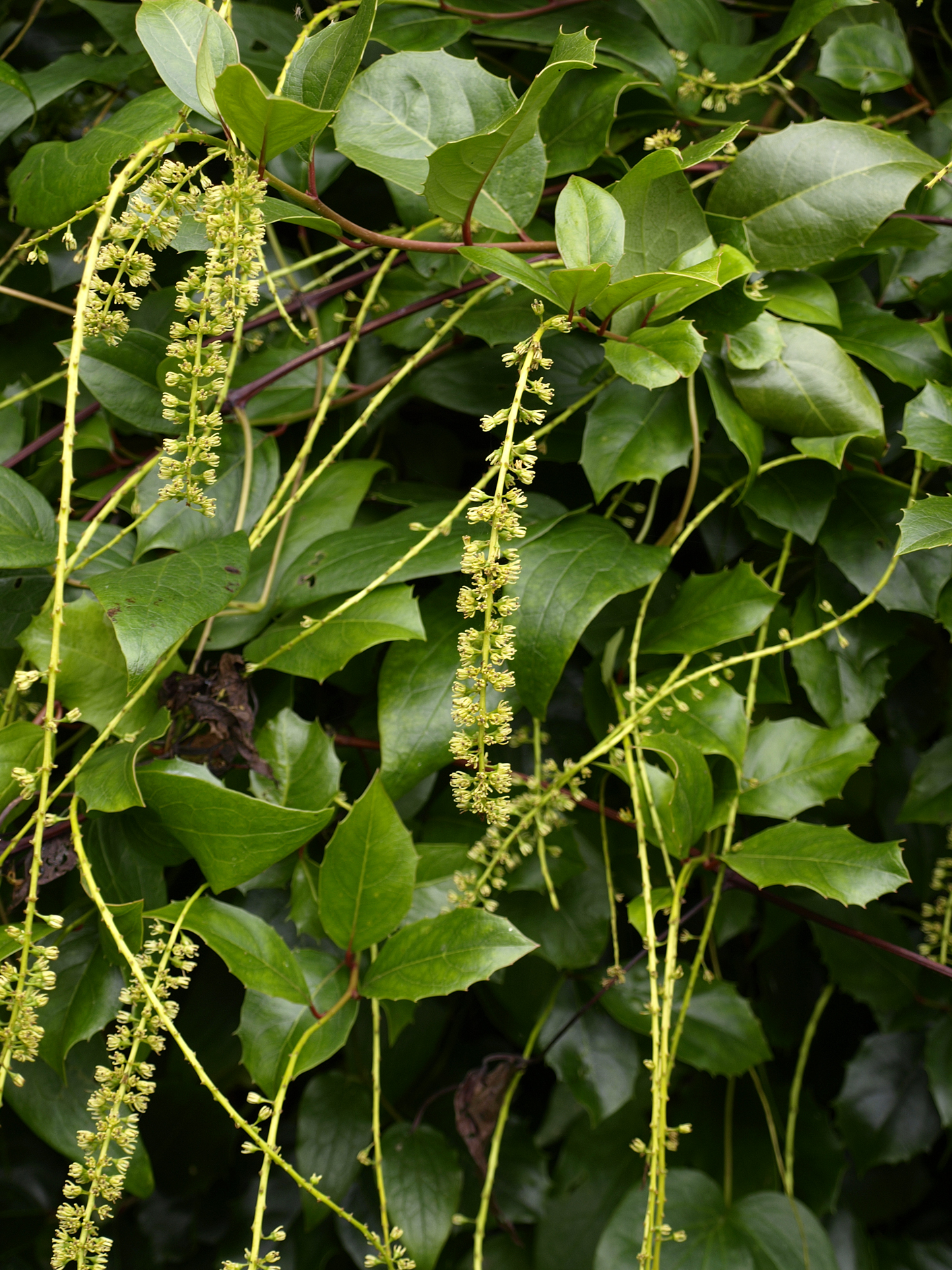